# 蚊式轟炸機

De Havilland Mosquito

蚊式轟炸機（Mosquito）是英國二次世界大戰時期服役的一款雙發動機轟炸機。因為機身結構以輕木為主，又有木製奇蹟（Wooden Wonder）的綽號。除了擔任日間轟炸任務以外，還有夜間戰鬥機、偵察機等多種衍生型。

## 發展歷史
1930年代，英國為了研發高速轟炸機，德哈維蘭投入了DH.88的研究，該機型的設計影響蚊式的設計很多。DH.91也於 1938年完成，其木製結構後來為蚊式採用。
原型機一共有3架，每架均有不同特徵，第一個飛行的是轟炸機原型W4050於1940年11月25日，接著，夜間戰鬥機原型於1941年5月15日進行試飛，偵照機則在1941年6月10日進行飛行。

## 設計特點

### 機身結構
因战时铝材优先供应兰开斯特轰炸机和哈利法克斯轟炸機，蚊式转向采用木材，因此难以大型化，只是轻型轰炸机。后在英国四发重型轰炸机受载有原始的雷达的德国夜间战斗机重创后，发现蚊式因其机体为木结构，易躲过德机空对空雷达的探测，因此除随重轰炸机用于集群轰炸外，被大量用作侦察机，及特战队或间谍投放载具。

### 動力
所有各型蚊式轟炸機都使用勞斯萊斯或者是授權美國生產的梅林液冷發動機。最初使用的梅林XX型只有一級機械增壓器，到1942年梅林61型改用二級機械增壓器之後，大幅提升蚊式的有效作戰高度。

## 主要生產型次

### 偵察機
PR.Mk I
第一種量產的偵察型，使用梅林21型發動機，發動機艙較短，尾翼面積較大，裝有3具垂直和1具傾斜照相機。總共有1架原型和10架量產機。
PR Mk IV
由27架B.Mk IV改裝成雙座的照相偵察機，於1942年4月首次飛行。
PR.Mk VIII
自PR.Mk IV改良，使用梅林61型發動機的偵察機一共只有5架。
PR.Mk XVI
PR.Mk 32
PR.Mk 34

### 轟炸機
B.Mk IV
第一系列38架由PR.Mk I改裝而來，載彈量907公斤（2000磅）。第二系列為轟炸機型的全新量產型，使用馬林21或23型發動機其中部分載彈量為1814公斤（4000磅）。總計生產235架，包括32架改裝為PR.Mk IV。
B.Mk VII
加拿大負責生產，使用馬林31型發動機的B.Mk IV第二系列。總數25架。
B.Mk. IX
高空轟炸機型，最大載彈量1814公斤（4000磅），使用馬林72/73或76/77型發動機。類似設計被改裝為PR.Mk IX。本型只有生產4架。
B.Mk XVI
與B.Mk IX使用同樣的發動機，但是駕駛艙改為加壓型，同時借重PR.Mk IX偵查型增加內載燃料的方法。總共生產1200架。
B.Mk XX
加拿大生產的B.Mk IV第二系列，換裝美國佩卡德（Packard）生產的馬林31或33型發動機。一共生產145架。
B.Mk 25
B.Mk XX換裝馬林225型發動機的改良型，一共生產400架。
B.Mk 35
遠程轟炸機型，使用加壓駕駛艙與馬林113A/114A發動機，可以同時攜帶2714公升（597英制加崙）燃料與1814公斤（4000磅）炸彈。二次世界大戰結束之後改裝為PR.Mk 35或TT.Mk 35。一共生產122架。

### 戰鬥機
通常武裝4門HS.404機砲於機腹及4挺白朗寧機槍於機鼻。
F.Mk II
在1940年間，F Mk II被發展出來，原型機完成於1941年5月15日。

### 夜間戰鬥機
NF.Mk II
第一種量產的夜戰機型為NF.Mk II，共造了466架並於1942年1月進入157中隊服役。
NF.Mk XII
NF.Mk XIII
NF.Mk XV
5架B.Mk IV轟炸機改裝為雙座的高空夜戰機。
NF.Mk XVII
配備單發動機馬林21, 21或23以及一具英製AI.X或美製SCR-720雷達。
NF.Mk XIX
Mk XIII的改良版本，它可與英製或美製AI雷達相容，產量220架。
NF.Mk 30
NF.Mk 31
在二次大戰後，兩種夜戰機型被研發出來，NF.Mk36和NF.Mk38。
NF.Mk 36
NF.Mk 38

### 戰鬥轟炸機
FB.MK VI
此型機為肩翼機種，在最多生產的機種中，FB.MK VI搭載兩個馬林23或25型發動機。
FB.Mk XVIII
FB.Mk 21

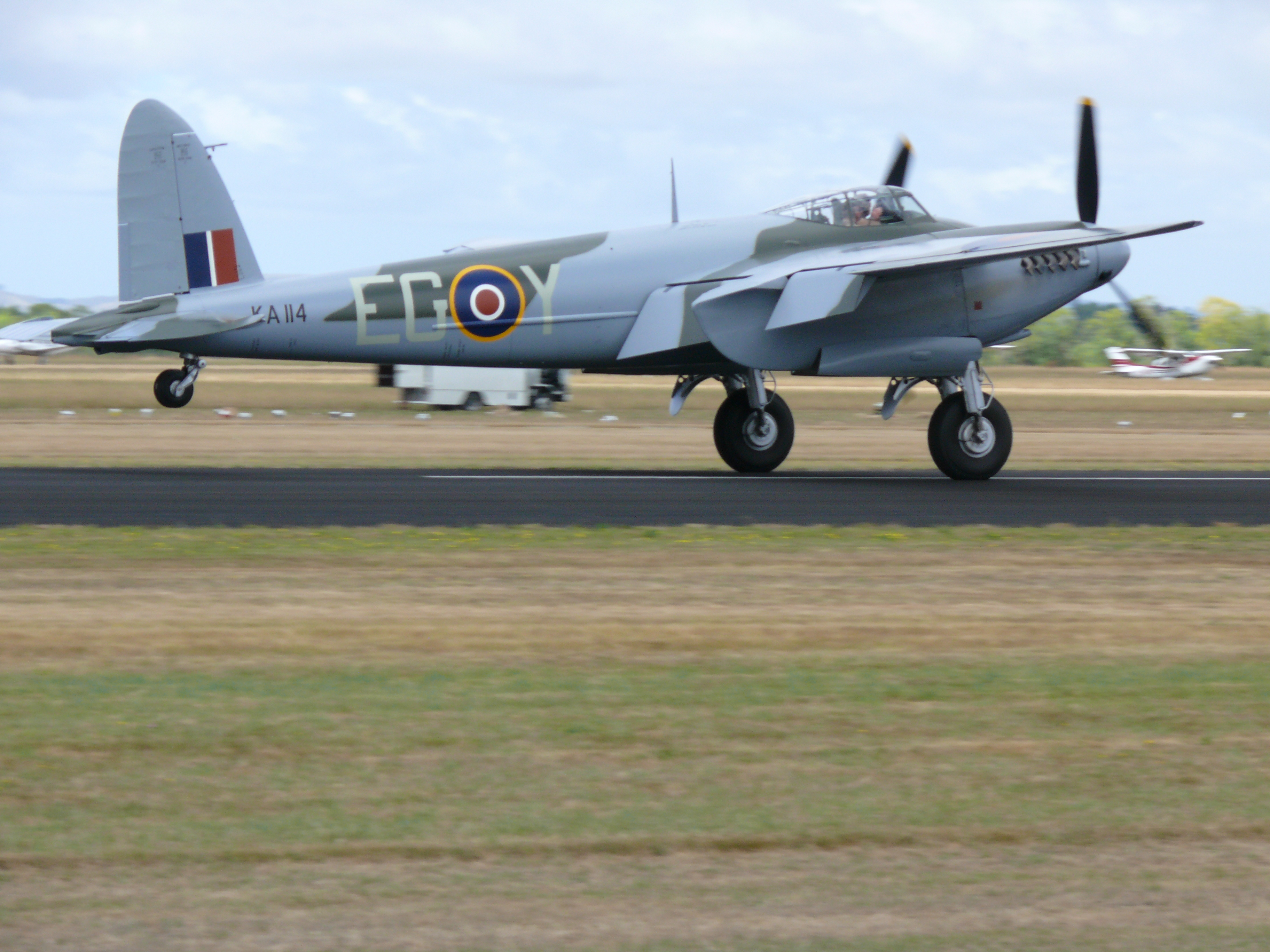
FB.Mk 26
FB.Mk 40
FB.Mk 41
FB.Mk 42

### 教練機
T.Mk III
雙座教練機，由兩個馬林21型發動機輸出馬力，共生產了348架。
T.Mk 22
T.Mk 27
加拿大生產的訓練機。
T.Mk 29
T.Mk 43

### 拖靶機
TT.Mk 39
英國皇家海軍曾採用該型機為拖靶機，由B.Mk XVI改裝而成，而皇家空軍使用的TT.Mk 35則一直服役至1956年。

## 作戰歷史

### 東南亞
在東南亞的蚊式機主要是PR 34偵察機型，為一種長程偵察機，在轟炸機型的彈倉內加上油箱和在兩邊機翼各掛上一個900公升的副油箱，由於為此增加的重量都在飛機重心上或重心後方，令PR 34型的變得較為不穏定，比較難駕駛，1944年7月開始，英軍PR 34型蚊式機從可可群島起飛對日軍佔領區進行偵察，即使在二戰後仍繼續執勤一段時間

### 中華民國
國共內戰期間由於美製B-25轟炸機損失太多，中華民國空軍於是派駐美採購處代表毛邦初向加拿大政府購買205架蚊式轟炸機作為補充，其中有151架为45年间拨给英国空军，并于1946年8月19日歸還加拿大空军的剩余品。中方购买蚊式战机型号主要为FB MK26型战斗轰炸机以及少量T MK27/T MK29教练机，单价为10000至15000美元。FB MK26型是在加拿大製造的Mk.VI型改良版，装有两台勞斯萊斯梅林225Ⅴ型12缸液冷引擎（2×1,620馬力），机首安装有4门7.7mm白朗寧mk2機槍，机腹裝有4门20毫米希斯帕诺MK.Ⅱ機砲，可加装227公斤炸弹或8枚火箭。近600公里的时速和2000公里的航程，作战能力优异。1947年冬，空军总司令部派第一大队15人前往加拿大，进行为期3个月的訓練飞行。
國軍採購的蚊式於1948年由零件狀態海运至上海大場機場进行组装，德哈維蘭公司加拿大分厂的技术人员指导组装和试飞。从英国学习试飞回来的上海供应总处修理部管制组试飞课的黄雄盛（空官13期）、卢盛景（空官13期）等人协助完成试飞工作。1948年3月30日，加拿大方面派遣蚊式机飞行教官R.C.Fumerton（击落13架戰機）、J.H.Turnbull（击落12.5架战机）、G.Stewart到汉口王家墩机场对空军第一大队第4中队进行蚊式机换装训练。第3中队率先完成换装训练，接收25架蚊式战机回北平驻防。从1948年3月蚊式试飞开始到8月3日期间，根据加拿大的统计，上海试飞损失7架，汉口换飞损失21架，据不完全统计，蚊式战机非战损事故造成的损毁数量將近該機数量三分之一。至48年12月，一大队装备蚊式战机44架。济南战役第一大队投入12架蚊式战机，共出动蚊式战机50架次，上尉分队长王文星与上尉航炸员曾繁大俯冲轰炸时，被高射炮击中阵亡。辽沈战役一大队部署蚊式战机22架，出动蚊式战机52架次，炸死解放军朱瑞等人，并毁汽车186辆、牛马车731辆。飛行訓練後用於徐蚌會戰和遼瀋戰役，在戰役期間有4架蚊式機被解放軍擄獲，之後又有一架蚊式機投共，內戰後蚊式機隨國民政府遷台，1949年10月25日支援古寧頭戰役地面部隊出动蚊式战机94架次。登步战役出动蚊式战机7架次。第一大队所装备的蚊式战机也从1949年4月的58架，锐减至12月间的19架。1950年第一大队出动蚊式战机70架次参加海南战役，炸射雷州半岛船隻。
空军第一大队共换装蚊式战机90余架，另有未组装之60余架运往台湾。由于海运途中遭海水侵蚀，再加上臺中水湳機場的熱帶潮濕氣候令其木質機身嚴重腐蝕，报废这类的飞机和拆并故障或摔掉的飞机后清出60至70架。第一大队移防台南基地時仅剩12架蚊式战机。1951年底，第一大队所装备的所有蚊式战机均被淘汰，其发动机及所装机炮移交海军用于研制快速炮艇。

### 中華人民共和國
解放軍得到的5架蚊式機其中2架被編入"戰鬥飛行大隊第1中隊"而其餘3架被編入"第3轟炸機中隊"，1949年10月1日的開國大典上有兩架飛越天安門廣場，該年12月有一架蚊式機在上海墜毀，解放軍的蚊式機也於1951年退役。
1953年有一架蚊式機被送往北京航空學院作教材，但随时间推移木结构脱胶开裂，此架蚊式最终被拆解，有部份木材被造成飛機模型，部分部件被保护至今。1986年北京航空馆筹建之时，首任馆长薛培森在寻获空军支持下，于全国各地军民机场收集展品，在云南的某机场识别出一片被遗弃的蚊式的左侧主翼残件。现北航馆藏有一架蚊式DH-98的机身后段(带尾翼)残件，和蚊式的左侧主翼残件。该馆于1996年与英国帝国战争博物馆交流时，英方意外地发现了这片主翼，因英国当时也无完整的蚊式，十分希望取得此件，提出以一架“鹞式”交换，但北航馆最终用一架拉-9交换了一架“鹞式”，不过允许英方对此主翼残件测绘。而英国帝国战争博物馆随后以此片主翼和自身馆藏的其它蚊式残件为原型参考，复制了1架可飞行的蚊式，于伦敦达克斯福德英国帝国战争博物馆展出。而北航馆另行复制了1架蚊式的轮廓，将此左翼残件原件安装其上，于北京大汤山中國航空博物館展出。

## 流行文化

### 電子遊戲
- 《戰爭雷霆》
- 《應徵入伍》

## 使用國家
| 比利时 緬甸 加拿大 中華民國 中国 捷克斯洛伐克 法國 以色列 新西兰 | 挪威 波蘭 南非 苏联 瑞典 土耳其 瑞士 英国 美国 南斯拉夫 |